# Patrice Leconte

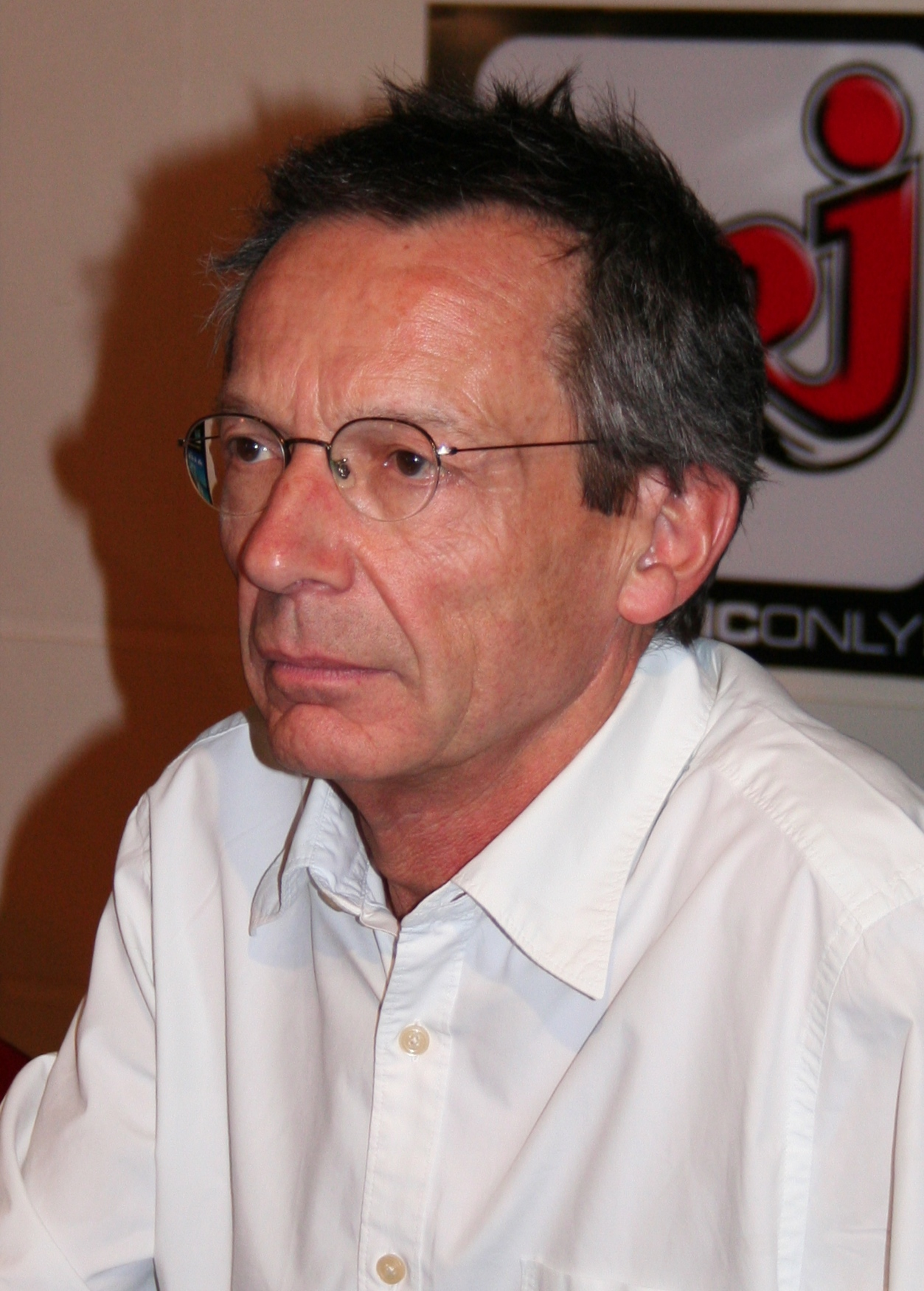
Patrice Leconte (2006)

Patrice Leconte (* 12. November 1947 in Paris) ist ein französischer Film- und Theaterregisseur, Comic-, Drehbuch- und Romanautor.

## Leben
Leconte wuchs in Tours mit drei Brüdern und zwei Schwestern auf. Ab dem Alter von 15 Jahren begann er mit dem Drehen von Amateurfilmen. 1967 ging er nach Paris, wo er Kurse am Institut des hautes études cinématographiques belegte und rund 20 Kurzfilme drehte. Außerdem schrieb er gelegentlich Kritiken für die Cahiers du Cinéma.
Er arbeitete von 1970 bis 1995 als Autor und Zeichner von Comics für das Jugend-Magazin Pilote. Ein Buchtitel ist auch auf Deutsch erschienen: le hom cil ne existe pas - Warum es sich lohnt aus Liebe den Ärmelkanal zu durchschwimmen.
Im Jahr 1975 gab er sein Regiedebüt mit einer Comic-Verfilmung, 1978 landete er mit der Satire Les Bronzés über eine Gruppe Urlauber in einem Club Méditerrané einen großen Publikumserfolg in Frankreich. Bald darauf etablierte er sich mit der amour-fou-Geschichte Die Verlobung des Monsieur Hire (nach einem Roman von Georges Simenon) als Autorenfilmer. Im Jahr 1997 wurde Lecontes Film Ridicule für den Oscar nominiert. Seine Autobiografie mit dem Titel Je suis un imposteur erschien im Jahr 2000.

## Auszeichnungen
- 2011: Ordre des Arts et des Lettres (Komtur)[3]

Patrice Leconte hat 18 Filmpreise gewonnen, darunter einen BAFTA für Ridicule, und er wurde für 38 weitere Filmpreise nominiert.

## Filmografie (Auswahl)
- 1976: Les vécés étaient fermés de l’intérieur
- 1978: Die Strandflitzer (Les Bronzés)
- 1979: Sonne, Sex und Schneegestöber (Les Bronzés font du ski)
- 1984: Die Spezialisten (Les spécialistes)
- 1987: Ein unzertrennliches Gespann (Tandem)
- 1989: Die Verlobung des Monsieur Hire (Monsieur Hire)
- 1990: Der Mann der Friseuse (Le mari de la coiffeuse)
- 1993: Tango Mortale (Tango)
- 1994: Das Parfum von Yvonne (Le parfum d’Yvonne)
- 1996: Ridicule – Von der Lächerlichkeit des Scheins (Ridicule)
- 1998: Alle meine Väter (Une chance sur deux)
- 1999: Die Frau auf der Brücke (La fille sur le pont)
- 2000: Die Witwe von Saint-Pierre (La Veuve de Saint-Pierre)
- 2001: Félix et Lola
- 2002: Straße der heimlichen Freuden (Rue de Plaisirs)
- 2002: Das zweite Leben des Monsieur Manesquier (L'Homme du train)
- 2004: Intime Fremde (Confidences trop intimes)
- 2004: Dogora – Ouvrons les yeux
- 2006: Les Bronzés 3 – Amis pour la vie
- 2006: Mein bester Freund (Mon meilleur ami)
- 2008: La guerre des miss
- 2011: Voir la mer
- 2012: The Suicide Shop (Le magasin des suicides)
- 2013: Ein Versprechen (A promise)
- 2014: Nur eine Stunde Ruhe! (Une heure de tranquillité)
- 2022: Maigret (Maigret)

## Theater (Regie)
- 1991: Ornifle ou le Courant d'ai von Jean Anouilh, Théâtre des Bouffes-Parisiens
- 2004: Grosse chaleur von Laurent Ruquier, Théâtre de la Renaissance (Paris)
- 2007: Confidences trop intimes von Jérôme Tonnerre, Théâtre de l'Atelier
- 2007: Correspondance de Groucho Marx, Théâtre de l'Atelier
- 2010: Je l'aimais von Anna Gavalda,Théâtre de l'Atelier
- 2012: L'Audition, spectacle musical pour les Trompettes de Lyon, Musik Étienne Perruchon, (Tournée)−
- 2014: Ouh Ouh von Isabelle Mergault, Théâtre des Variétés

## Romane, Erzählungen
- Moments d’égarement, illustriert von Blutch. Casterman, 2003
- Les Femmes aux cheveux courts, Éd. Albin Michel 2009
- Riva Bella,  Ed. Albin Michel, 2011
- Reculer pour mieux sauter, zusammen mit David d'Equainville. Paris: Flammarion 2012
- Le Garçon qui n'existait pas. Ed. Albin Michel, 2013
- Louis et l'Ubiq, Arthaud 2917, ISBN 978-2-08-140446-5